# Державний кордон Гвінеї

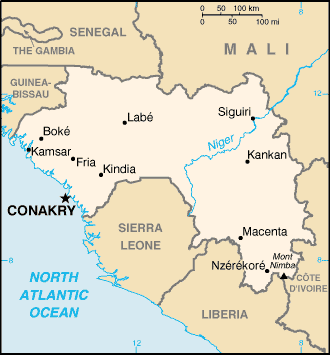
Карта Гвінеї

Державний кордон Гвінеї — державний кордон, лінія на поверхні Землі та вертикальна поверхня, що проходить по цій лінії, що визначають межі державного суверенітету Гвінеї над власними територією, водами, природними ресурсами в них і повітряним простором над ними.

## Сухопутний кордон
Загальна довжина кордону — 4046 км. Гвінея межує з 6 державами. Уся територія країни суцільна, тобто анклавів чи ексклавів не існує. 
Ділянки державного кордону
| Держава      | Ділянка        | Довжина (км) | Прикордонні регіони | Примітки |
| ------------ | -------------- | ------------ | ------------------- | -------- |
| Кот-д'Івуар  | схід           | 816          |                     |          |
| Гвінея-Бісау | захід          | 421          |                     |          |
| Ліберія      | південний схід | 590          |                     |          |
| Малі         | північ         | 1062         |                     |          |
| Сенегал      | північ         | 363          |                     |          |
| Сьєрра-Леоне | південь        | 794          |                     |          |

## Морські кордони
Гвінея на заході омивається водами Атлантичного океану. Загальна довжина морського узбережжя 320 км. Згідно з Конвенцією Організації Об'єднаних Націй з морського права (UNCLOS) 1982 року, протяжність територіальних вод країни встановлено в 12 морських миль (22,2 км). Виключна економічна зона встановлена на відстань 200 морських миль (370,4 км) від узбережжя.